# يوريا مطلية بالنيم
اليوريا المطلية بالنيم هو سماد ومخطط زراعي تدعمه حكومة الهند لتعزيز نمو القمح والأرز, وكبح السوق السوداء واكتناز اليوريا.اليوريا المطلية بزيت بذور شجرة النيم تسمى اليوريا المغلفة بالنيم. في يناير 2015 ، كلفت الحكومة مصنعي اليوريا بزيادة إنتاجهم من 35 في المائة إلى 75 في المائة من الكميات المدعومة من اليوريا المطلية بالنيم.
في عرض الميزانية لعام 2019، تحدثت وزيرة المالية نيرمالا سيترامان عن زيادة الترويج لليوريا المغلفة بالنيم بين المزارعين مما سيساعد على تقليل تكلفة الزراعة.
تشمل فوائد اليوريا المطلية بالنيم ؛ زيادة الغلة الخاصة بالمحاصيل بنسبة 15-30 ٪ في المتوسط إلى جانب مستويات أعلى من خصوبة التربة.
براءة اختراع اليوريا المطلية بالنيم مملوكة لشركة أديتيا بيرلا نوفو المحدودة وانها المحال هي أديتيا بيرلا نوفو المحدودة. والمكلفون بها هم شركة أديتيا بيرلا للعلوم والتكنولوجيا المحدودة. بتوجيه من الدكتور براشانت بوري ، الذي هو المبتكر الرئيسي في هذا المجال.